# Список голів Президії ВР Латвійської РСР
У статті подано список голів Президії Верховної ради Латвійської РСР від моменту її створення 1940 року до відновлення незалежності Латвії 1990 року.

## Список
| Порядок | Ім'я                 | Портрет | Початок повноважень | Закінчення повноважень | Примітки |
| 1       | Аугустс Кірхенштейнс |         | 25 серпня 1940      | 10 березня 1952        |          |
| 2       | Карліс Озоліньш      |         | 10 березня 1952     | 27 листопада 1959      |          |
| 3       | Ян Калнберзіньш      |         | 27 листопада 1959   | 5 травня 1970          |          |
| 4       | Віталій Рубен        |         | 5 травня 1970       | 20 серпня 1974         |          |
| 5       | Петеріс Страутманіс  |         | 20 серпня 1974      | 22 липня 1985          |          |
| 6       | Яніс Вагріс          |         | 22 липня 1985       | 6 жовтня 1988          |          |
| 7       | Анатоліс Ґорбуновс   |         | 6 жовтня 1988       | 4 травня 1990          |          |